# Zegar binarny

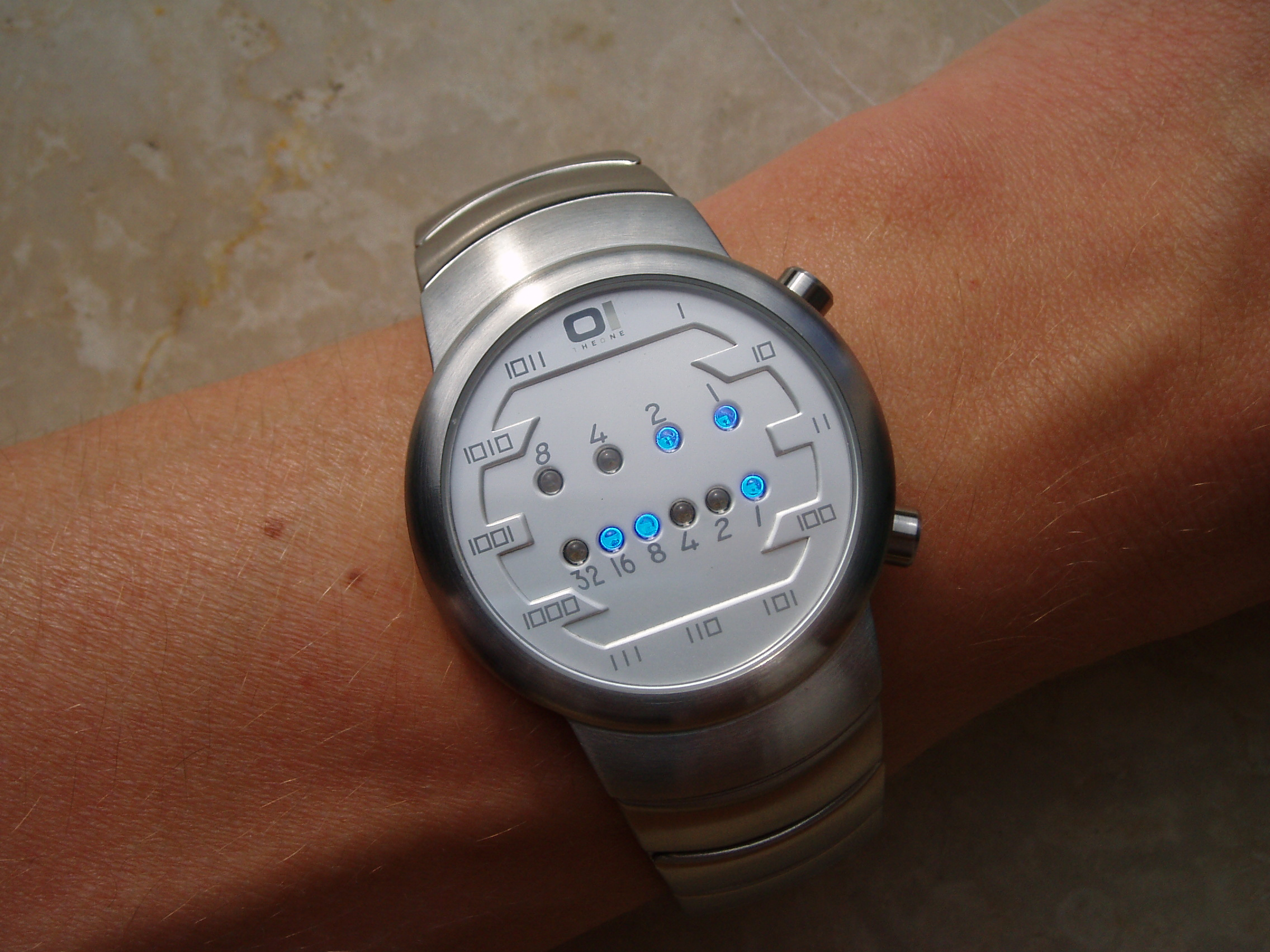
Zegar binarny, wersja uproszczona, godz. 3:25

Zegar binarny – zegar, który wyświetla godzinę w systemie binarnym. W przypadku zegarów cyfrowych, czas wyświetlany jest za pomocą diod LED lub małych żarówek.

## Jak odczytać godzinę
Pionowe kolumny to po kolei: GG:MM:SS (godziny, minuty, sekundy), a kluczem do odczytania godziny jest znajomość układu binarnego (zero-jedynkowego) oraz tzw. kodu BCD.
| 0  | 0000 |
| 1  | 0001 |
| 2  | 0010 |
| 3  | 0011 |
| 4  | 0100 |
| 5  | 0101 |
| 6  | 0110 |
| 7  | 0111 |
| 8  | 1000 |
| 9  | 1001 |
| 10 | 1010 |
| 11 | 1011 |
| 12 | 1100 |
| …  |      |

| Liczba     | Godziny | Minuty | Sekundy |
| ---------- | ------- | ------ | ------- |
| 32         |         | 1      | 1       |
| 16         |         | 0      | 1       |
| 8          | 1       | 0      | 0       |
| 4          | 0       | 1      | 0       |
| 2          | 1       | 0      | 0       |
| 1          | 0       | 1      | 1       |
| decymalnie | 10      | 37     | 49      |

| Liczba     | Godziny | Minuty | Sekundy |
| ---------- | ------- | ------ | ------- |
| 8          | 00      | 00     | 01      |
| 4          | 00      | 01     | 10      |
| 2          | 00      | 11     | 00      |
| 1          | 10      | 11     | 01      |
| decymalnie | 10      | 37     | 49      |